# Jakob von der Lippe (Admiral)

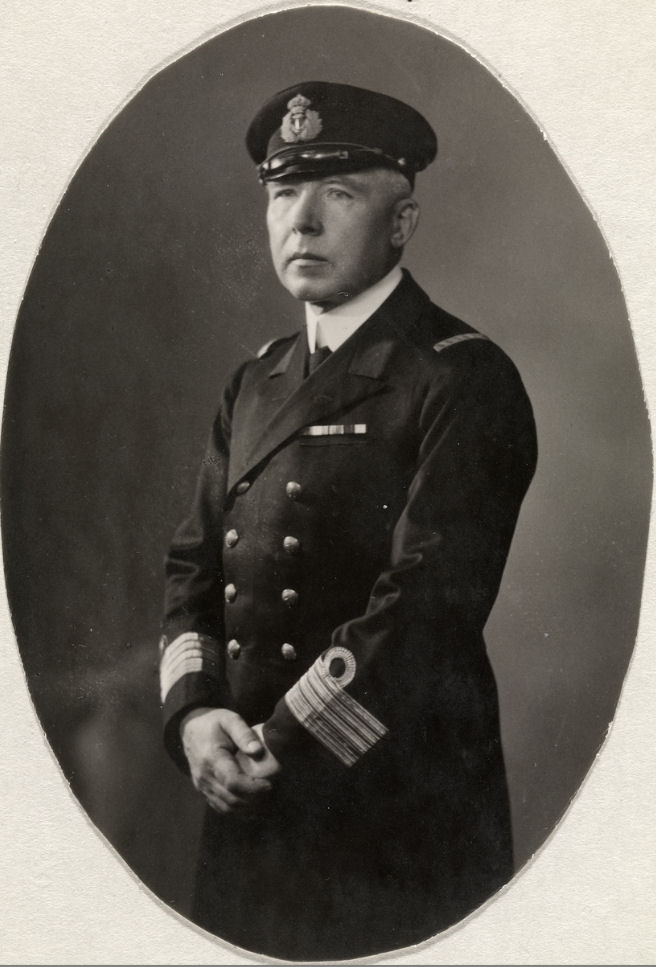
Jakob von der Lippe (um 1930)

Jakob von der Lippe (* 28. Juli 1872 in Fjell, Hordaland; † 13. Mai 1953) war ein norwegischer Marineoffizier und Konteradmiral.

## Familie
Jakobs Vater, Johan Nordahl Brun von der Lippe (1838–1915), der Bruder des Architekten Conrad Fredrik von der Lippe (1833–1901), war ein bekannter Prediger, der auch Artikel in verschiedenen Kirchenzeitungen und im Morgenbladet veröffentlichte. Er wirkte als Pfarrer, ab 1871 in Fjell, ab 1879 in Tjøme, und um 1900 in Borre in Horten. Am 26. Oktober 1871 heiratete er zum zweiten Mal: Hedevig Caroline Clementia Holmsen (1849–1883), die übrigens die Schwester seiner ersten, zwei Jahre zuvor verstorbenen Ehefrau war. Aus dieser Ehe entsprangen neben dem erstgeborenen Jakob noch Martha Marie Elisabeth (1874–1877), Johan Nordahl Brun (1875–nach 1900) und Conrad Holmsen (1877–1958).
Die Mutter Hedevig starb 1883, als Jakob erst 11 Jahre alt war. Zwei Jahre später heiratete sein Vater erneut, nämlich Marie Barth (1853–1949). Kinder aus dieser Ehe waren der Sohn Anton Barth (1886–1960) und die Tochter Bergliot (1889-nach 1912). Der Halbbruder Anton Barth von der Lippe wurde später ein bekannter Schiffsreeder und Walfänger.
Jakob von der Lippe, der laut Volkszählung 1900 noch im väterlichen Pfarrhaus in Borre gemeldet, aber schon Stabsoffizier war, heiratete zwei Jahre später, am 18. Januar 1902, in der Pfarre Uranienborg in Christiania (Oslo), Margrethe Barbara Sophie Andvord (* 22. Juni 1879 in Borre; † 5. Juni 1947), die Tochter von Generalkonsul Rolf Andvord (1847–1906) und Antonette Smith-Petersen (* 1856). In dieser Ehe wurde am 7. Dezember 1906 in Horten der Sohn Rolf von der Lippe geboren, der als Elfjähriger am 29. November 1918 in Christiania verstarb.
Die weit verzweigte norwegische Familie von der Lippe ist deutschen Ursprungs; das von im Namen ist keine Adelsbezeichnung, sondern verweist auf die westfälische Herkunft. Jakob kommt als Vorname in der Familie oft vor, wie einige Beispiele belegen: Der Stammvater des Geschlechts, Jacob († 1702) war aus Bremen nach Bergen eingewandert und erhielt dort 1655 das Bürgerrecht. Jacob von der Lippe Parelius (1744–1827) war Botaniker, Schulgründer und Pfarrer. Jacob von der Lippe (1797–1878) war Bischof und Parlamentspräsident und Großvater des in diesem Artikel beschriebenen Jakobs. Jakob von der Lippe (1870–1954) war Schauspieler und Kostümbildner und der Cousin desselben Jakobs.

## Laufbahn
Jakob von der Lippe trat schon in jungen Jahren in die Kriegsmarine ein. 1893 wurde er Offizier, 1895 Premierløytnant (Oberleutnant zur See), 1900 Kaptein (Korvettenkapitän), 1912 Kommandørkaptein (Fregattenkapitän), 1928 Kommandør (Kapitän zur See). Er diente dem Norwegischen König Haakon VII. als Adjutant (1909–1912) bzw. Oberadjutant (1916–1919).
Von 1899 bis 1901 beaufsichtigte er den Bau der Panzerschiffe Norge und Eidsvold in Newcastle upon Tyne. Anschließend war er bis 1910 Geschützkontrolleur bei der Marine. Von 1914 bis 1917 leitete er die Schieß- und Signalschule der Königlich Norwegischen Marine.
Am 13. Oktober 1916 wurde von der Lippe zum ersten regulären Leiter des Flugdienstes der Königlich Norwegischen Marine (Marinens flyvevesen) ernannt, als die neue Waffengattung organisiert und der Schieß- und Signalschule unterstellt worden war. Am 14. Februar des folgenden Jahres wurde von der Lippe von seinem Posten an der Schieß- und Signalschule entbunden und zum hauptamtlichen Kommandeur des königlich-norwegischen Marineluftdienstes ernannt. Er behielt sein Kommando bis zum 13. Januar 1930. 1930 erreichte er den Rang eines Konteradmirals und diente von 1930 bis August 1934 als Kommandierender Admiral von Norwegen. Außerdem war er von 1930 bis 1933 Chef des Admiralstabs.

## Auszeichnungen
(bis 1948)
- Kong Haakon VII's medalje i anledning av regjeringsjubileet i 1930
- Kommandeur 2. Grades des Dänischen Dannebrogordens
- Kommandeur 2. Klasse des Schwedischen Schwertordens
- Kommandeur 2. Klasse des Schwedischen Nordstern-Ordens
- Kommandeur des Belgischen Leopoldsordens
- Königlicher Kronen-Orden (Preußen) 3. Klasse